# سیارک ۱۴۱۱۱
سیارک ۱۴۱۱۱ (به انگلیسی: 14111 Kimamos، نامگذاری:1998QA24) چهارده هزار و صد و یازدهمین سیارک کشف شده‌است که در ۱۷ اوت ۱۹۹۸ کشف شد.
قدر مطلق سیارک برابر ۱۳.۵ است.